# Верхопенское сельское поселение
Верхопенское се́льское поселе́ние — муниципальное образование в Ивнянском районе Белгородской области.
Административный центр — село Верхопенье.

## История
Верхопенское сельское поселение образовано 20 декабря 2004 года в соответствии с Законом Белгородской области № 159.

## Население
| 2010  | 2011  | 2012  | 2013  | 2014  | 2015  | 2016  | 2017  | 2018  |
| ----- | ----- | ----- | ----- | ----- | ----- | ----- | ----- | ----- |
| 2672  | ↘2665 | ↗2679 | ↗2696 | ↘2671 | ↗2672 | ↘2645 | ↘2620 | ↘2591 |
| 2019  | 2020  | 2021  |       |       |       |       |       |       |
| ↘2545 | ↘2511 | ↘2458 |       |       |       |       |       |       |

## Состав сельского поселения
| № | Населённый пункт   | Тип населённого пункта       | Население |
| - | ------------------ | ---------------------------- | --------- |
| 1 | Верхопенье         | село, административный центр | ↗2410     |
| 2 | Новосёловка Первая | село                         | ↗110      |
| 3 | Покровский         | хутор                        | ↗152      |